# 奧林匹克小輪車中心
22°51′30″S 43°24′45″W / 22.85833°S 43.41250°W
奧林匹克小輪車中心（Olympic BMX Center）是一個位於巴西里約熱內盧德奧多羅的小輪車場地。此處為2016年夏季奧林匹克運動會自由車比賽小輪車項目的舉辦場所。